# Rio Francês
Rio Francês är ett vattendrag i Brasilien.   Det ligger i delstaten Espírito Santo, i den sydöstra delen av landet, 900 km sydost om huvudstaden Brasília. Rio Francês ligger vid sjön Lagoa do Aguiar.
Omgivningarna runt Rio Francês är huvudsakligen savann. Runt Rio Francês är det glesbefolkat, med 11 invånare per kvadratkilometer.